# Geert Klaasen
Geert Klaasen (1987) is een Belgische schrijver en huisarts.
In 2014 schreef Klaasen een kortverhaal getiteld Een duo van tranen, waarmee hij de WEL-wedstrijd Flitsverhaal won. In 2015 werd zijn kortverhaal Klemtoon genomineerd voor de OIKOS-wedstrijd Kortverhalen Eco-Future. In 2016 schreef hij het boek De Zilveren Raaf, dat bekroond werd met de Zoute Zoen. Dit is de prijs voor het beste jeugdboek. Met deze spannende roman, die zich afspeelt in het communistische Praag van de jaren 50, kaapte Geert Klaasen ook derde prijs weg bij de Kinder- en Jeugdjury Vlaanderen. 
Na het succes van De zilveren raaf begon hij te schrijven aan De kronieken van Finn. Het gestolen sterrenstof is het eerste deel uit deze reeks. In 2020 verscheen het tweede deel bij Davidsfonds - Infodok: De laatste vuurtorenwachter. In de zomer van 2021 werd het derde deel van de reeks uitgegeven met als titel De zilveren zandstorm.  
Begin 2022 werd de start van een nieuwe reeks aangekondigd. Net zoals de vorige trilogie zullen de kronieken van Juno zich eveneens in het wonderlijke Dromenland afspelen. Het eerste boek De koning van de vuilnisbelt verscheen in augustus 2022.    
In maart 2023 verscheen zijn debuut voor volwassenen. De historische thriller Jacht werd uitgegeven bij Manteau.     